# هریدار گودموندسون
هریدار گودموندسون (ایسلندی: Hreiðar Guðmundsson؛ زادهٔ ۲۹ نوامبر ۱۹۸۰) بازیکن هندبال اهل ایسلند بود.